# Lymnas melantho
Lymnas melantho är en fjärilsart som beskrevs av Ménétriés 1855. Lymnas melantho ingår i släktet Lymnas och familjen Riodinidae. Inga underarter finns listade i Catalogue of Life.